# ساموئل پیتر (بازیکن فوتبال)
ساموئل پیتر (انگلیسی: Samuel Piètre؛ زادهٔ ۱۰ فوریهٔ ۱۹۸۴) بازیکن فوتبال اهل فرانسه است.
از باشگاه‌هایی که در آن بازی کرده‌است می‌توان به باشگاه فوتبال پاری سن ژرمن اشاره کرد.